# كاريشما شارما
كاريشما شارما (بالهندية: करिश्मा शर्मा؛ بالإنجليزية: Karishma Sharma) هي ممثلة هندية، ولدت في 22 ديسمبر 1993 في دلهي في الهند.

## وصلات خارجية
- كاريشما شارما على موقع IMDb (الإنجليزية)